# Rados Jenő-emlékérem
A Rados Jenő-emlékérmet az 1992-ben elhunyt kiváló építész,  Rados Jenő tiszteletére  1995-ben alapította a Budapesti Műszaki Egyetem Építészmérnöki Kara. "Az érmet az építészettörténet, építészetelmélet és műemlékvédelem területén kiemelkedő alkotó, kutató és oktató munkát végző szakember kaphatja. Odaítéléséről egy háromtagú kuratórium dönt, melynek tagja a Kar dékánja, a Magyar Tudományos Akadémia illetékes bizottságának elnöke, és a Kar illetékes tanszékének delegáltja. Az emlékérmet a Kar dékánja adja át a Kari Tanács ülésén."

## Alkotója
Az emlékérmet Szathmáry Gyöngyi szobrász készítette.

## Adományozása
Az MTA Építészeti Tudományos Bizottság Építészettörténeti, Építészetelméleti és Műemléki Állandó Bizottsága, a BME Építészmérnöki Kar dékánja, továbbá a BME Építészettörténeti és Műemléki Tanszéke évenként egy főt jelöl a kitüntetésre.

## Eddigi kitüntetettek
- 1995 - Horler Miklós[7][8]
- 1996 - Hajnóczi Gyula
- 1997 - Kubinszky Mihály
- 1998 - Szentkirályi Zoltán
- 1999 - Dragonits Tamás[9]
- 2000 - Ágostházi László[10]
- 2001 - Bánátné Dr. Szűcs Margit[11]
- 2002 - Sedlmayr János[12]
- 2003 - Sódor Alajos
- 2004 - Winkler Gábor[13]
- 2005 - Sedlmayerné Beck Zsuzsanna
- 2006 - Czétényi Piroska[14]
- 2007 - Zana István
- 2008 - Vámossy Ferenc[15]
- 2009 - Istvánfi Gyula[16]
- 2010 - Örsi Károly[17]
- 2011 - Máté Zsolt[18]
- 2012 - Pattantyús-Ábrahám Ádám[19]
- 2013 - Fejérdy Tamás[20]
- 2014 - Bugár-Mészáros Károly[21]
- 2015 - Farbaky Péter[22]
- 2016 - Pazár Béla[23]
- 2017 - Vukov Konstantin[24]
- 2018 - Harsányiné Vladár Ágnes[25]
- 2019 - Arnóth Ádám[26]
- 2020 - Winkler Barnabás[27]
- 2021 - Nagy Gergely
- 2022 - Klaniczay Péter[28][29]
- 2023 - Krcho János[30]
- 2024 - Nagy Gábor[31]
- 2025 - Káldi Gyula